# Шишбовіль
Шишбові́ль, Шішбовіль (фр. Chicheboville) — колишній муніципалітет у Франції, у регіоні Нормандія, департамент Кальвадос. Населення — 509 осіб (2011).
Муніципалітет був розташований на відстані близько 190 км на захід від Парижа, 14 км на південний схід від Кана.

## Історія
До 2015 року муніципалітет перебував у складі регіону Нижня Нормандія. Від 1 січня 2016 року належав до нового об'єднаного регіону Нормандія.
1-1-2017 Шишбовіль і Му було об'єднано в новий муніципалітет Му-Шишбовіль.

## Демографія
Динаміка населення (INSEE ):
Розподіл населення за віком та статтю (2006):
| Стать | Всього | До 15 років | 15-24 | 25-44 | 45-64 | 65-85 | Понад 85 |
| --- | ------ | ----------- | ----- | ----- | ----- | ----- | -------- |
| Чоловіки | 281    | 63          | 46    | 71    | 58    | 43    | 0        |
| Жінки | 232    | 51          | 25    | 76    | 59    | 21    | 0        |
| \| Статево-вікова піраміда \| Статево-вікова піраміда \| Статево-вікова піраміда \| \| ----------------------- \| ----------------------- \| ----------------------- \| \| Чоловіки \| Вік \| Жінки \| \| 0 \| 85 + \| 0 \| \| 4 \| 80-84 \| 0 \| \| 13 \| 75-79 \| 4 \| \| 13 \| 70-74 \| 4 \| \| 13 \| 65-69 \| 13 \| \| 8 \| 60-64 \| 4 \| \| 8 \| 55-59 \| 4 \| \| 29 \| 50-54 \| 34 \| \| 13 \| 45-49 \| 17 \| \| 21 \| 40-44 \| 17 \| \| 29 \| 35-39 \| 29 \| \| 0 \| 30-34 \| 13 \| \| 21 \| 25-29 \| 17 \| \| 25 \| 20-24 \| 17 \| \| 21 \| 15-20 \| 8 \| \| 17 \| 10-14 \| 17 \| \| 25 \| 5-9 \| 13 \| \| 21 \| 0-4 \| 21 \| |        |             |       |       |       |       |          |
| Статево-вікова піраміда |        |             |       |       |       |       |          |
| Чоловіки | Вік    | Жінки       |       |       |       |       |          |
| 0 | 85 +   | 0           |       |       |       |       |          |
| 4 | 80-84  | 0           |       |       |       |       |          |
| 13 | 75-79  | 4           |       |       |       |       |          |
| 13 | 70-74  | 4           |       |       |       |       |          |
| 13 | 65-69  | 13          |       |       |       |       |          |
| 8 | 60-64  | 4           |       |       |       |       |          |
| 8 | 55-59  | 4           |       |       |       |       |          |
| 29 | 50-54  | 34          |       |       |       |       |          |
| 13 | 45-49  | 17          |       |       |       |       |          |
| 21 | 40-44  | 17          |       |       |       |       |          |
| 29 | 35-39  | 29          |       |       |       |       |          |
| 0 | 30-34  | 13          |       |       |       |       |          |
| 21 | 25-29  | 17          |       |       |       |       |          |
| 25 | 20-24  | 17          |       |       |       |       |          |
| 21 | 15-20  | 8           |       |       |       |       |          |
| 17 | 10-14  | 17          |       |       |       |       |          |
| 25 | 5-9    | 13          |       |       |       |       |          |
| 21 | 0-4    | 21          |       |       |       |       |          |

## Економіка
2010 року серед 331 особи працездатного віку (15—64 років) 246 були активними, 85 — неактивними (показник активності 74,3%, у 1999 році було 69,6%). З 246 активних мешканців працювали 224 особи (122 чоловіки та 102 жінки), безробітними було 22 (13 чоловіків та 9 жінок). Серед 85 неактивних 24 особи були учнями чи студентами, 38 — пенсіонерами, 23 були неактивними з інших причин.

У 2010 році в муніципалітеті числилось 187 оподаткованих домогосподарств, у яких проживали 508,5 особи, медіана доходів виносила 19 287 євро на одного особоспоживача